# Surin Ra-ob
Surin Ra-ob (thailändisch สุรินทร์ ราโอบ, * 17. Januar 1988) ist ein thailändischer Fußballspieler.

## Karriere
Surin Ra-ob steht seit mindestens 2014 beim Krabi FC unter Vertrag. Wo er vorher gespielt hat, ist unbekannt. 2014 spielte der Verein aus Krabi in der zweiten Liga, der damaligen Thai Premier League Division 1. Die Rückrunde 2014 wurde er an den Drittligisten Phatthalung FC ausgeliehen. Mit dem Klub aus Phatthalung spielte er in der Southern Region der Liga. Die Saison 2015 spielte er ebenfalls auf Leihbasis beim Drittligisten Satun United FC. Mit dem Klub aus Satun spielte er ebenfalls in der Southern Region der Liga. Nach der Ausleihe kehrte er 2016 nach Krabi zurück. Am Ende der Saison 2018 belegte er mit Krabi den 14. Tabellenplatz und musste in die dritte Liga absteigen. Hier trat man zuerst in der Lower Region an; später in der Southern Region. 2021 feierte er mit Krabi die Vizemeisterschaft. Ein Jahr später wurde er mit Krabi Meister der Region und stieg anschließend in die zweite Liga auf.

## Erfolge
Krabi FC
- Thai League 3 – South: 2021/22  ▲